# Луций Атий Макрон
Луций Атий Макрон (на латински: Lucius Attius Macro) е политик и сенатор на Римската империя през 2 век.
Произлиза от фамилията Атии. През 134 г. Атий Макрон e суфектконсул заедно с Публий Лициний Панза.